# Carol (Film)
Carol ist ein 2015 erschienener Spielfilm des Regisseurs Todd Haynes nach dem Roman Salz und sein Preis, den Patricia Highsmith unter dem Pseudonym Claire Morgan schrieb. Der Film lief am 17. Dezember 2015 in den deutschen Kinos an.

## Handlung
New York, Dezember 1952: Die junge Verkäuferin Therese Belivet und die ältere verheiratete Carol Aird begegnen sich in einem Kaufhaus und verlieben sich ineinander. Carol kauft für ihre vierjährige Tochter Rindy anstatt einer Puppe die von Therese empfohlene Modelleisenbahn und lässt ihre Handschuhe auf dem Tresen zurück. Therese schickt sie ihr mit der Post, worauf Carol sie zum Mittagessen einlädt. Während des Essens fragt Carol Therese, ob diese Lust hätte, sie am Sonntag, 21. Dezember, zu besuchen. Therese sagt zu.
Therese wird Zeugin einer Auseinandersetzung zwischen Carol und ihrem Mann Harge, von dem sie sich gerade scheiden lässt: Vereinbart war, dass die gemeinsame Tochter Rindy bis Heiligabend bei Carol bleibt, aber Harge holt sie bereits früher ab. Er möchte, dass auch Carol mit ihnen kommt, um gemeinsam mit seinen Eltern Weihnachten zu feiern. Carol weigert sich und lässt Therese ihren Unmut spüren, die weinend mit dem Zug zurückfährt.
Als Therese zu Hause ankommt, ruft Carol sie an und bittet sie um Verzeihung. Außerdem fragt sie, ob Therese es ihr erlauben würde, sie am nächsten Abend zu besuchen. Unterdessen überlegt Therese, eine Mappe zusammenzustellen, um sich als Fotografin zu bewerben. Ihr Freund Richard Semco interessiert sich jedoch nicht für ihre beruflichen Pläne. Stattdessen möchte er, dass Therese seine Frau wird und im Sommer mit ihm nach Europa fährt. Therese fühlt sich dazu nicht bereit. Carol hingegen bestärkt Therese in ihrem Wunsch, Fotografin zu werden. Als sie Therese besucht, schenkt sie ihr eine neue Kamera und betrachtet interessiert Thereses Fotografien.
Carol ist ziemlich aufgewühlt, da sie von ihrem Anwalt erfährt, dass Harge das alleinige Sorgerecht für Rindy beantragt hat. Sie sei aufgrund ihrer Homosexualität nicht geeignet, das kleine Kind aufzuziehen. Die sogenannte Moralklausel wird mit einer Affäre begründet, die Carol einst mit ihrer besten Freundin Abby Gerhard hatte. In dieser und ähnlichen Verbindungen sehen Harge und sein Anwalt Beweise für ein wiederkehrendes Verhaltensmuster. Therese ist bedrückt, als sie von der Verfügung erfährt, da sie Carol nicht helfen kann. Carol versichert, es habe nichts mit Therese zu tun, und erzählt ihr von einer bereits geplanten Reise in den Westen der USA. Sie fragt Therese, ob sie mitkommen möchte, und Therese sagt sofort zu. Mit Richard gerät sie darüber in Streit: Er wirft ihr vor, in Carol verliebt zu sein, und prophezeit, dass diese in zwei Wochen genug von Therese haben werde. Richards Behauptung, sie handle wie in Trance, kontert Therese mit dem Satz, sie sei in ihrem ganzen Leben noch nie so wach gewesen. Richard verlässt sie daraufhin in wütender Stimmung, und Therese packt ihren Koffer für die gemeinsame Reise mit Carol.
Während ihrer Autofahrt nach Westen lernen die beiden den Kurzwarenhändler Tommy Tucker kennen. Zum Jahreswechsel in Waterloo, Iowa, küssen sich Carol und Therese zum ersten Mal und erleben ihre erste leidenschaftliche Liebesnacht miteinander. Am nächsten Morgen erhält Carol ein Telegramm von Abby: Harge hat einen Detektiv beauftragt, die Frauen zu verfolgen. Carol verlangt von dem Detektiv, bei dem es sich um Tommy Tucker handelt, die Herausgabe des Tonbandes, das ihre gemeinsame Nacht mit Therese akustisch dokumentiert. Das Tonband ist jedoch bereits auf dem Postweg zu Harge. Carol droht Tucker mit einem Revolver, aber dieser erweist sich als nicht geladen. Sie beschließt, zurück nach New York zu fliegen. Während ihrer Autofahrt zu einem anderen Hotel gibt sich Therese weinend die Schuld. Sie hätte Nein zu Carol sagen müssen. Stattdessen würde sie immer Ja sagen und alles hinnehmen. Carol hält an, wischt Therese die Tränen ab und tröstet sie mit den Worten, sie habe lediglich das genommen, was Therese freiwillig gegeben habe. Sie versichert, es sei nicht Thereses Schuld gewesen, bevor die beiden weiterfahren. Als sich Therese, im Hotel angekommen, in ihr Bett legen will, sagt Carol, sie müsse nicht allein schlafen. Therese geht darauf zu Carol, die sie in den Arm nimmt. Sie küssen sich zärtlich und innig. Beide schlafen eng aneinander geschmiegt.
Am nächsten Morgen ist Carol abgereist, und Abby sitzt im Zimmer, um Therese nach Hause zu holen. Abby überreicht Therese einen Abschiedsbrief von Carol. Darin erklärt Carol Therese, dass es keinen Kontakt mehr zwischen ihnen geben dürfe und sie alles tun werde, damit Therese dennoch glücklich sei.
Carol und Therese sehen sich mehrere Monate nicht mehr. Einmal ruft Therese Carol an. Diese hebt zwar den Hörer ab, antwortet aber nicht, aus Furcht vor den Konsequenzen für den Sorgerechtsprozess. Danny, ein guter Freund und Journalist, ermutigt Therese, eine Mappe zusammenzustellen, und Therese bekommt eine Stelle als Fotografin bei der New York Times. Carol nimmt am gemeinsamen Mittagessen mit Harge und seinen Eltern teil, um Rindy sehen zu können. Während dieses Treffens muss Carol Fragen über sich ergehen lassen, ob sie mit ihrem Arzt, gemeint ist ein Psychotherapeut, gut vorankomme.
Bei der Vorverhandlung um Rindys Sorgerecht beschwört Carol Harge und die Anwälte, sich zum Vorteil Rindys zu entscheiden. Sie stellt klar, dass sie den Inhalt der Tonbänder nicht bestreiten werde. Das, was sie mit Therese erlebt habe, habe sie so gewollt und wolle dies auch nicht leugnen. Carol schlägt vor, dass Harge das Sorgerecht für Rindy erhalten solle. Sie bestehe aber für sich auf regelmäßigen Besuchsterminen bei ihrer Tochter, mit oder ohne Aufsichtspersonen.
Nach der Verhandlung schreibt Carol Therese einen Brief, in dem sie um ein Treffen im Ritz bittet. Therese kommt tatsächlich, und Carol erzählt, dass sie durch Abby von Thereses beruflichem Erfolg erfahren habe und wie sehr sie sich für Therese freue. Carol erwähnt, dass sie als Einkäuferin für ein Möbelgeschäft arbeiten werde und eine Wohnung auf der Madison Avenue beziehe, die groß genug für zwei sei. Sie hofft, dass Therese sich entscheidet, mit ihr zusammenzuwohnen, doch Therese lehnt ihr Angebot ab. Etwas stockend fährt Carol fort und erzählt von einer bevorstehenden Verabredung mit ein paar Bekannten im Oak Room, einer exklusiven Bar im Plaza Hotel. Therese könne gern mit ihnen gemeinsam essen. Mit Tränen in den Augen flüstert Carol: „Ich liebe dich.“ Therese sieht Carol tief berührt an, unfähig, etwas zu sagen. Doch da wird ihr Rendezvous durch Jack, einen Bekannten von Therese, gestört. Zum Abschied legt Carol Therese sanft ihre Hand auf die Schulter.
Therese, Jack und ein paar weitere junge Leute fahren mit dem Taxi zur Party von Phil, Dannies Bruder. Dort trifft sie auf Dannie und Richard mit deren Freundinnen und lernt Genevieve kennen. Jene findet Gefallen an Therese, doch diese reagiert zurückhaltend. Therese entschließt sich, Carol zu treffen, und verlässt die Party. Sie entdeckt Carol im Oak Room zwischen den anderen Gästen. Therese zögert kurz und bleibt stehen. Sie geht einige Schritte auf Carol zu. Carol erblickt sie ebenfalls, und sie sehen einander in die Augen. Therese sieht Carol mit einem weichen, zärtlichen Blick an. Carols Augen leuchten, und langsam umspielt ein zartes Lächeln ihren Mund, während Therese näherkommt.

## Produktion

### Entwicklung
Der Film Carol basiert auf Patricia Highsmiths teilweise autobiografischem Roman Salz und sein Preis, der 1952 unter dem Pseudonym Claire Morgan veröffentlicht wurde und 1990 unter ihrem eigenen Namen mit dem Titel Carol neu aufgelegt wurde. Die Drehbuchautorin Phyllis Nagy, eine Freundin von Highsmith, schrieb schon 1996 einen ersten Entwurf des Drehbuchs. Highsmith hatte Nagy angeregt, einen ihrer Romane zu adaptieren, auch wenn sie skeptisch war, ob aus diesem Roman wegen seiner „intensiven, subjektiven Erzählperspektive“ ein „befriedigender“ Film werden könnte. 2004 stieß die britische Produzentin Elizabeth Karlsen auf Nagys Drehbuch. Das Filmprojekt wurde in der Folge über elf Jahre lang durch die Filmfirmen Film4 Productions und Number 9 Films entwickelt.

### Vorproduktion
Im Mai 2012 wurde bekanntgegeben, dass John Crowley bei dem Film Regie führen würde, mit Cate Blanchett und Mia Wasikowska in den Hauptrollen. Im Mai 2013 übernahm Todd Haynes den Regieposten, da Crowley aus Termingründen absagen musste. Haynes hatte 2012 zum ersten Mal von dem Film gehört, als die Kostümdesignerin Sandy Powell ihm davon erzählte. Für Haynes waren die Handlung, ihr historischer und sozialer Kontext, und die erneute Zusammenarbeit mit Cate Blanchett motivierende Faktoren für seine Mitarbeit an dem Projekt. The Weinstein Company übernahm ebenfalls im Mai 2013 die Rechte für die Distribution in Amerika. Im August 2013 wurde bekannt, dass Rooney Mara anstelle von Mia Wasikowska engagiert worden war, die ebenfalls wegen Terminschwierigkeiten absagen musste. Mara war bereits 2012 für die Rolle der Therese vorgesehen, sagte die Rolle zu diesem Zeitpunkt aber ab, da sie sich nach den Dreharbeiten für Verblendung dazu nicht in der Lage sah. Im Januar 2014 stießen Kyle Chandler als Harge und Sarah Paulson als Abby zum Cast hinzu, und Carter Burwell wurde für die Filmmusik verpflichtet.

### Dreharbeiten
Die Dreharbeiten begannen am 12. März 2014 in Cincinnati (Ohio) und dauerten 34 Tage. Verschiedene Örtlichkeiten in und um Cincinnati dienten als Drehorte, um das New York der 1950er Jahre nachzustellen. Gedreht wurde unter anderem in der Stadtmitte Cincinnatis, in den Stadtteilen Hyde Park und Over-the-Rhine, in Städten im Hamilton County (Wyoming, Hamilton, Cheviot) und in Alexandria (Kentucky). Das Kamerateam um Edward Lachman verwendete als Filmmaterial Super 16 mm. Der letzte Drehtag war der 25. April 2014. Die Produktionskosten beliefen sich auf 11,8 Millionen Dollar.

### Soundtrack
Für die Filmmusik zeichnete Carter Burwell verantwortlich. Der Soundtrack wurde am 20. November 2015 veröffentlicht. Burwell komponierte einen Großteil der Filmmusik selbst. Neben seinen Kompositionen finden sich auch noch Lieder von The Clovers, Billie Holiday, Georgia Gibbs, Les Paul and Mary Ford sowie Jo Stafford auf dem Soundtrack.

## Kritiken
„Einer der besten Filme des Jahres, packend und mit bezwingender Schönheit.“

„Während die selbstbewusste Alpha-Frau unter dem Druck, die Tochter zu verlieren, zunehmend zerbrechlicher wirkt, erwächst ihre junge Partnerin langsam aber sicher vom schüchternen Entchen zum stolzen Schwan. […] Todd Haynes macht aus dieser verbotenen Liebe kein plumpes Botschaftskino, die gesellschaftspolitische Komponente läuft gleichsam unaufdringlich nebenher. Er erzählt eine wunderbar inszenierte, emotional packende Liebesgeschichte, die zur bezaubernden Lovestory mit Klassikerqualitäten gerät.“

„Der große und übervorsichtige Fokus auf das Aussehen seiner Geschichte hat dazu geführt, dass Haynes ein sehr hermetischer Film gelungen ist. Carol und Therese sind zwei unerreichbare Figuren. Ihre Gefühlswallungen sind nicht nachfühlbar. Sie wirken fremd und unnahbar. In der Empathiemaschine Kino wirken so angelegte Figuren eher kontraproduktiv. Man will diesen beiden Frauen folgen, will ihre innere Zerrissenheit nachvollziehen, will ihre Leidenschaft zumindest für einen kleinen Augenblick nachempfinden. Aber sie wirken eher wie Schaufensterpuppen, steif und künstlich.“

Das Lexikon des internationalen Films schreibt: „Das künstlerisch herausragende, ebenso elegant wie präzis inszenierte Drama erzählt von einer lesbischen Liebe in einer restriktiven Gesellschaft, wobei sich das Begehren im subtilen Zusammenspiel von Kostüm, Ausstattung, Raum, Objekten, von Blicken und Gesten artikuliert.“
2016 belegte Carol bei einer Umfrage der BBC zu den 100 bedeutendsten Filmen des 21. Jahrhunderts den 69. Platz.

## Auszeichnungen
Rooney Mara wurde für ihre Arbeit an Carol bei den Filmfestspielen in Cannes, wo der Film im Mai 2015 Premiere feierte, als beste Darstellerin ausgezeichnet. Der Film von Todd Haynes war in Cannes zudem für die Goldene Palme nominiert und gewann den Preis Queer Palm. Auf der Frankfurter Buchmesse 2015 wurde Carol als beste internationale Buchverfilmung gekürt. Die Boston Society of Film Critics zeichnete Edward Lachman für die beste Kameraarbeit aus. Im Vorfeld der Independent Spirit Awards 2016 wurde Carol in sechs Kategorien nominiert, darunter als Bester Film, für die Beste Regie und für die Beste Kamera. Im Rahmen der Critics’ Choice Movie Awards im Januar 2016 wurde Haynes für die Beste Regie nominiert, Lachman für die Beste Kamera, Becker und Loeffler für das Beste Szenenbild, Powell für die Besten Kostüme und Burwell für die Beste Musik. Zudem wurden Blanchett als Beste Hauptdarstellerin und Mara als Beste Nebendarstellerin nominiert. Für die Golden Globes 2016 wurden Mara und Blanchett als Beste Hauptdarstellerinnen nominiert. Zudem wurde der Film bei den Golden Globes als Bestes Drama, für die Beste Regie und für den Besten Soundtrack nominiert. Am 14. Januar 2016 wurden Blanchett als Beste Hauptdarstellerin und Mara als Beste Nebendarstellerin für einen Oscar nominiert. Zudem wurde der Film in den Kategorien Bestes adaptiertes Drehbuch, Beste Kamera (Edward Lachmann), Beste Filmmusik (Carter Burwell) und Bestes Kostümdesign (Sandy Powell) nominiert.

## Synchronisation
Die deutschsprachige Vertonung fand bei der Christa Kistner Synchronproduktion GmbH in Potsdam statt. Antonia Ganz schrieb das Dialogbuch und führte die Dialogregie.
| Rolle                | Schauspieler       | Synchronsprecher  |
| -------------------- | ------------------ | ----------------- |
| Carol Aird           | Cate Blanchett     | Elisabeth Günther |
| Therese Belivet      | Rooney Mara        | Kaya Marie Möller |
| Harge Aird           | Kyle Chandler      | Thomas Nero Wolff |
| Richard Semco        | Jake Lacy          | Tim Knauer        |
| Abby Gerhard         | Sarah Paulson      | Natascha Geisler  |
| Dannie McElroy       | John Magaro        | Fabian Oscar Wien |
| Tommy Tucker         | Cory Michael Smith | Alexander Doering |
| Fred Haymes          | Kevin Crowley      | Till Hagen        |
| Phil McElroy         | Nik Pajic          | Valentin Stilu    |
| Cal (Ritz Bartender) | Ken Strunk         | Peter Reinhardt   |
| Florence             | Ann Reskin         | Denise Gorzelanny |
| Jack Taft            | Trent Rowland      | Daniel Gärtner    |